# Wimbledon Common
Wimbledon Common  est un grand espace vert à Wimbledon, au sud-ouest de Londres. Il existe trois zones nommées: Wimbledon Common, Putney Heath et Putney Lower Common, qui sont gérées ensemble sous le nom de Wimbledon and Putney Commons, totalisant 460 hectares (1 140 acres),. Le Putney Lower Common est séparé du reste du Common par environ 1,5 mile (2,4 km) de zone bâtie du sud-ouest de Putney.
Sur Wimbledon Common, se trouve un castro de l'âge du fer, qui s'appelle « Caesar's Camp » (le camp de César).
Se trouve aussi sur Wimbledon Common un moulin à vent historique. Il était bâti en 1817 comme un moulin chandelier, mais il devint un « moulin-blouse » en 1893, quand il a été rebâti et préservé. Il est aujourd'hui un musée.
Wimbledon Common ne doit pas être confondu avec le plus petit Wimbledon Park, à l'est de la ville éponyme.

## Dans la littérature
Wimbledon Common est une des locations mentionnées dans le roman La Guerre des mondes par H. G. Wells. Il figure aussi dans la série de romans pour enfants The Wombles par Elisabeth Beresford.

## Galerie

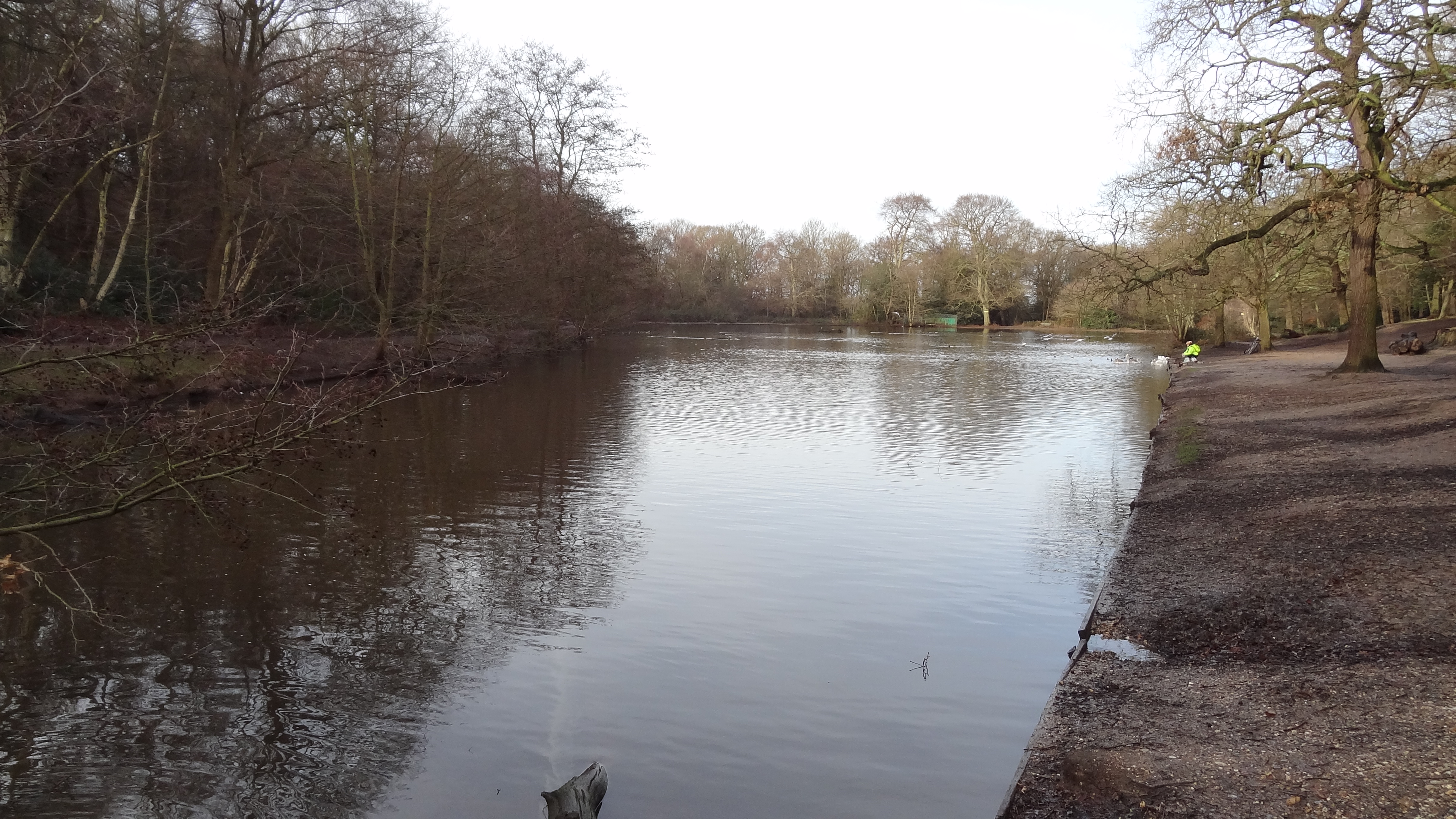
Lac
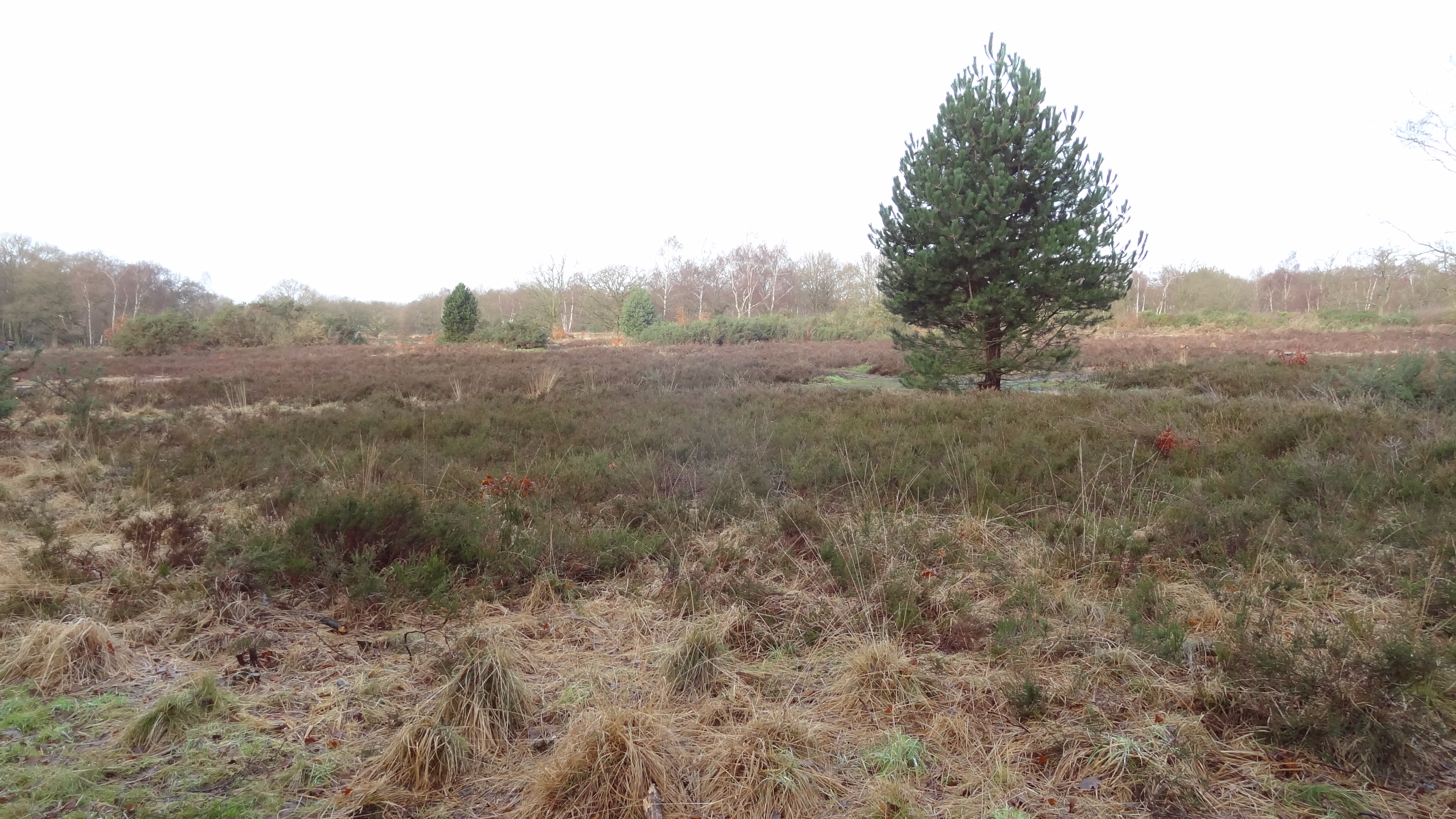
Lande
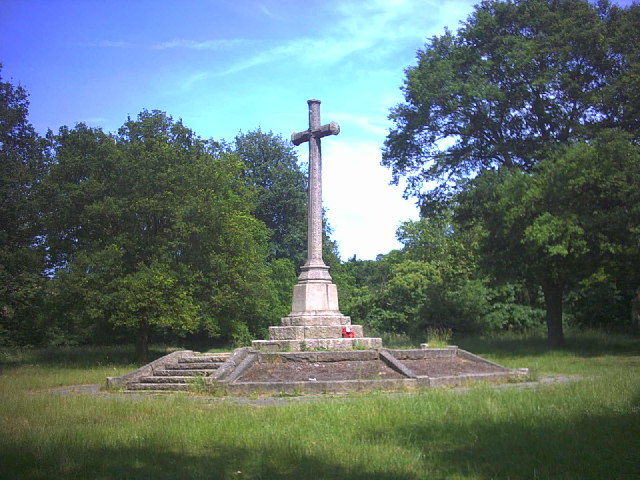
Memorial
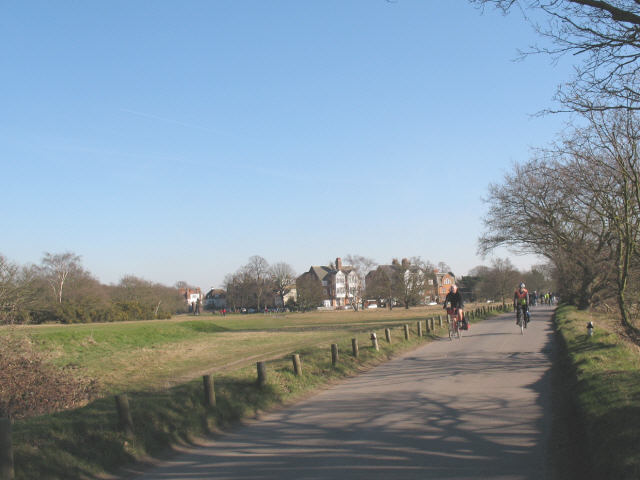
Sunset Road
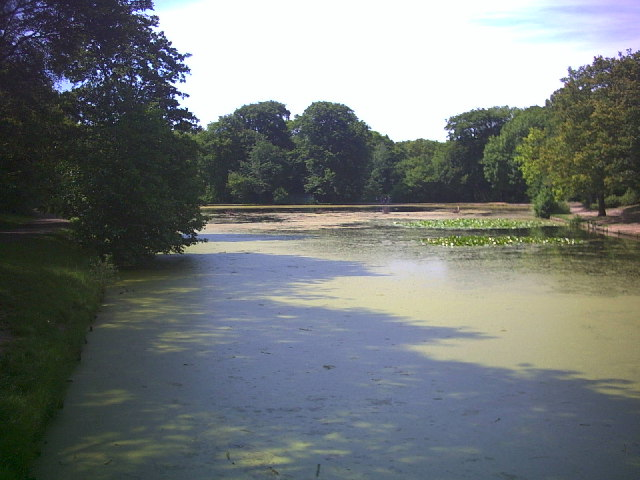
Queen's Mere
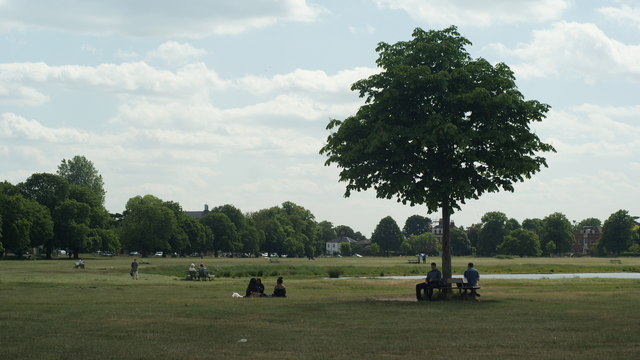
Pelouses